# Adelpha cocala
Espèce
Adelpha cocala  est une espèce de papillons de la famille des Nymphalidae, sous famille des Limenitidinae et du genre Adelpha.

## Dénomination
Adelpha cocala a été décrit par Pieter Cramer en 1779 sous le nom de Papilio cocala.

### Sous-espèces
- Adelpha cocala cocala ; présent au Venezuela, en Colombie, en Bolivie, au Brésil, au Pérou et au Surinam.
- Adelpha cocala caninia Fruhstorfer, 1915; présent au Brésil.
- Adelpha cocala didia Fruhstorfer, 1915; présent au Brésil.
- Adelpha cocala lorzae (Boisduval, 1870); présent au Honduras, à Panama, au Guatemala, en Colombie et en Équateur.
- Adelpha cocala orellanae Neild, 1996; présent au Venezuela
- Adelpha cocala riola Fruhstorfer, 1915[1].

### Noms vernaculaires
Adelpha cocala se nomme en anglais Cocala Sister et Adelpha cocala lorzae se nomme en anglais Lorza's Sister.

## Description
Adelpha cocala est un papillon d'une envergure d'environ 50 mm, aux ailes antérieures très légèrement concaves et aux ailes antérieures et postérieures festonnées. Le dessus est marron marqué aux ailes antérieures d'une large bande orange allant du bord costal au bord interne en laissant une bordure du bord externe marron et aux ailes postérieures d'une large bande blanche du bord costal au bord interne.
Le revers est marbré de divers tons de marron et de gris formant des lignes et avec les mêmes larges bandes mais de couleur crème aux ailes antérieures, blanche aux ailes postérieures.

### Chenille
La chenille est de couleur ocre annelée et tachetée de vert.

## Biologie

### Plantes hôtes
Les plantes hôtes de sa chenille sont diverses : Calycophyllum, Chomelia, Genipa, Pentagonia, Psychotria, Uncaria.

## Écologie et distribution
Adelpha  cocala est présent dans le sud-est du Mexique, au Honduras, à Panama, au Guatemala, au Venezuela, en Colombie, en Bolivie, en Équateur, au Brésil, au Pérou et au Surinam,.

### Protection
Pas de statut de protection particulier.

### Philatélie
La poste de Guyana a émis un timbre à son effigie.